# نوح سارنن بازی
نوح سارنن بازی (انگلیسی: Noah Sarenren Bazee؛ زادهٔ ۲۱ اوت ۱۹۹۶) بازیکن فوتبال اهل آلمان است.
از باشگاه‌هایی که در آن بازی کرده‌است می‌توان به باشگاه فوتبال هانوفر ۹۶ اشاره کرد.